# La Rougève
La Rougève (toponimo francese) è una frazione del comune svizzero di Semsales, nel Canton Friburgo (distretto della Veveyse).

## Storia

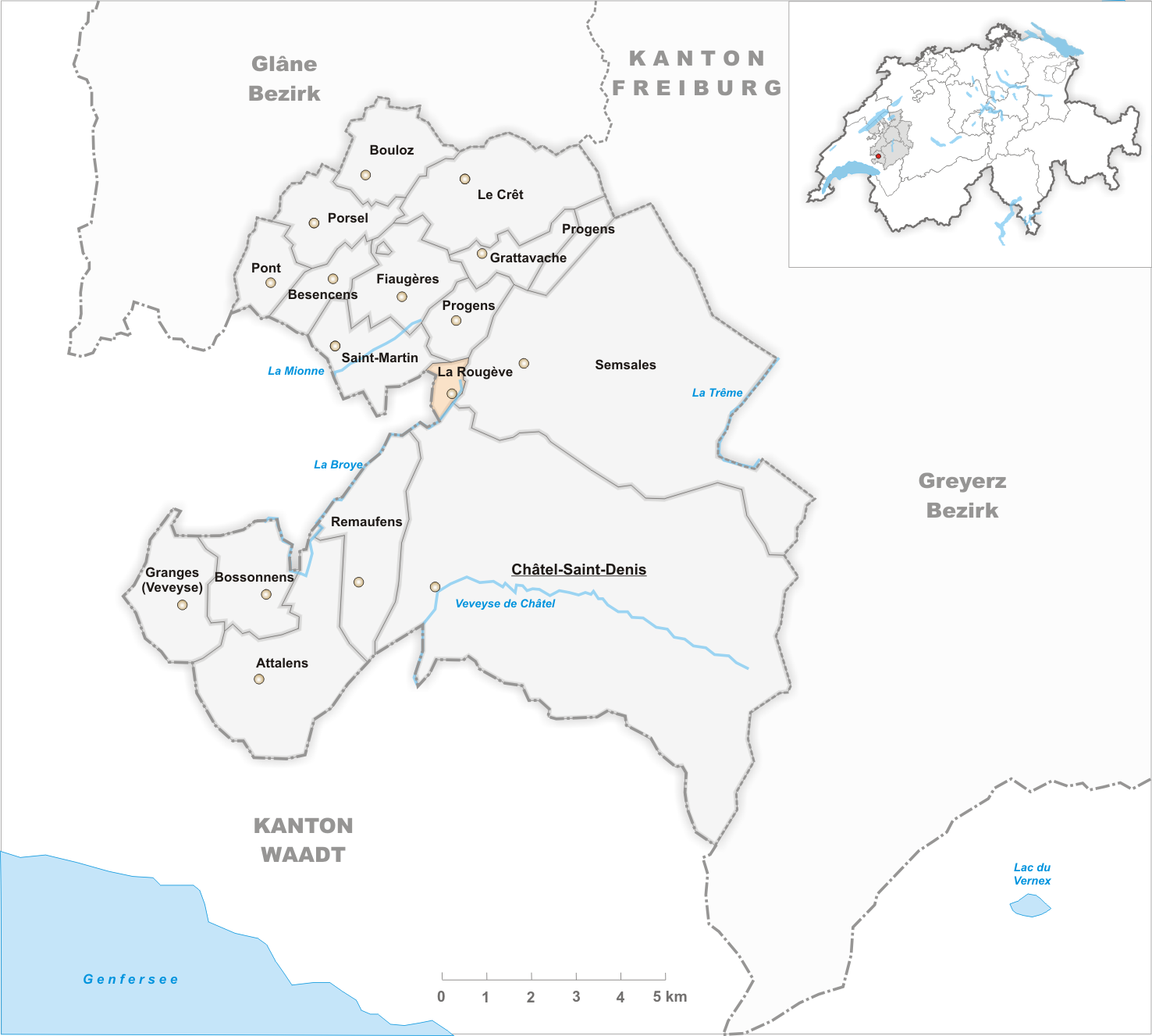
Il territorio del comune di La Rougève prima degli accorpamenti comunali del 1968

Già comune autonomo dal quale nel 1771 era stata scorporata la località di La Rogivue, divenuta comune autonomo, nel 1968 è stato accorpato a Semsales.

## Società

### Evoluzione demografica
L'evoluzione demografica è riportata nella seguente tabella:
Abitanti censiti

## Amministrazione
Ogni famiglia originaria del luogo fa parte del comune patriziale che ha la responsabilità della manutenzione di ogni bene comune.